# 圓鬚異齒鰋
圓鬚異齒鰋，為輻鰭魚綱鯰形目鮡科異齒鰋屬的其中一種，為熱帶淡水魚類，分布於亞洲泰國北部Nan河流域，體長可達8.1公分，棲息在山區急流底層水域，生活習性不明。